# Liz Smith
Liz Smith, pseudoniem van Betty Gleadle (Scunthorpe, North Lincolnshire, 11 december 1921 – 24 december 2016), was een Brits actrice. Ze speelde Norma Speakman ('Nana') in de comedyserie The Royle Family, maar was ook in vele films te zien. Zo speelde ze onder meer in Keeping Mum, Charlie and the Chocolate Factory, Curse of the Pink Panther en Son of the Pink Panther. Gastrollen vertolkte ze onder anderen in Bottom, The Duchess of Duke Street, Last of the Summer Wine en The Sweeney.
Tussen 1945 en 1959 was ze getrouwd met Jack Thomas, waarmee ze twee kinderen kreeg. Ze werd pas actrice op haar 50ste. Voor die tijd leefde ze in armoede en had allerlei baantjes om haarzelf en haar kinderen in leven te houden. Sinds ze actrice werd, is ze een van de meest herkenbare gezichten op de Britse televisie en films. Ze wordt gezien als de meest favoriete nationale, fictionele oma. Ze speelde vaak excentrieke en halfzachte oude vrouwen.

## Filmografie
- Leo the Last (1970) – woedende huurster (niet op aftiteling)
- Bleak Moments (1971) – Pats moeder
- Emmerdale Farm (televisieserie) – Hilda Semple (afl. onbekend, 1972)
- Hard Labour (televisiefilm uit de anthologieserie Play for Today, 1973) – Mrs. Thornley
- Last of the Summer Wine (televisieserie) – huishoudster (afl. "Spring Fever", 1973)
- Jack Point (televisiefilm uit de anthologieserie Play for Today, 1973) – Mrs. Matthews
- Bedtime Stories (televisieserie) – Miss. Long (afl. "Jack and the Beanstalk", 1974)
- Seven Faces of Woman (televisieserie) – Madge (afl. "Polly Put the Kettle On", 1974)
- Village Hall (televisieserie) – Mrs. Whalley (afl. "There'll Almost Always Be an England", 1974)
- Crown Court (televisieserie) – verschillende rollen (3 afl., 1974–1976)
- Taking Leave (televisiefilm uit de anthologieserie Play for Today, 1974) – rol onbekend
- Bootsie and Snudge (televisieserie) – Mrs. Partridge (afl. "Up the Downstairs", 1974)
- David Copperfield (miniserie, 1974) – Mrs. Heep
- Second City Firsts (televisieserie) – rol onbekend (afl. "The Festive Poacher", 1974)
- It Shouldn't Happen to a Vet (1975) – Mrs. Dodds
- Breath (televisiefilm uit de anthologieserie Play for Today, 1975) – Mrs. Pritchett
- The Sweeney (televisieserie) – Mrs. Davies, hospita (afl. "Hit and Run", 1975)
- Keep an Eye on Albert (televisiefilm uit de anthologieserie Play for Today, 1975) – Mrs. Oxfam
- It's a Lovely Day Tomorrow (televisiefilm, 1975) – rol onbekend
- I Didn't Know You Cared (televisieserie) – Mrs. Brandon (27 afl., 1975–1979)
- The Pink Panther Strikes Again (1976) – Marta Balls (scènes verwijderd)
- Nicholas Nickleby (miniserie, 1977) – Peg Sliderskew (afl. onbekend)
- The Hunchback of Notre Dame (televisiefilm, 1977) – La Falourdel
- Spend Spend Spend (televisiefilm uit de anthologieserie Play for Today, 1977) – Keiths oma
- The Duelists (1977) – vrouw die tarotkaarten leest
- Ripping Yarns (televisieserie) – Mrs. Bag (afl. "The Testing of Eric Olthwaite", 1977)
- The Duchess of Duke Street – kindermeisje (2 afl., 1977)
- Within These Walls (televisieserie) – Tottie Dodd (2 afl., 1978)
- Agatha (1979) – Flora
- The Monster Club (1980) – dorpsbewoner (niet op aftiteling)
- Murder Rap (televisiefilm uit de anthologieserie Play for Today, 1980) – Elfie
- Madhouse (televisieserie) – rol onbekend (afl. onbekend, 1980)
- In Loving Memory (televisieserie) – Hilda Pardoe (afl. "The Outing", 1980)
- Sir Henry at Rawlinson End (1980) – Lady Phillipa of Staines
- The French Lieutenant's Woman (1981) – Mrs. Fairley
- The Gentle Touch (televisieserie) – Edna (afl. "One of Those Days", 1982)
- Britannia Hospital (1982) – Maisie
- Crystal Gazing (1982) – dame in pub
- Separate Tables (televisiefilm, 1983) – Miss Meacham
- Love Story: Mr. Right (televisiefilm, 1983) – oma
- Fanny Hill (1983) – Mrs. Jones (niet op aftiteling)
- Curse of the Pink Panther (1983) – Marta Balls
- Agatha Christie's Partners in Crime (televisieserie) – Hannah MacPherson (afl. "The House of Lurking Death", 1983)
- Now and Then (televisieserie) – oma (12 afl., 1983–1984)
- One by One (televisieserie) – oma Turner (9 afl., 1984)
- The Bill (televisieserie) – verschillende rollen (5 afl., 1984–2002)
- The Lenny Henry Show (televisieserie) – rol onbekend (afl. 1.3, 1984)
- A Christmas Carol (televisiefilm, 1984) – Mrs. Dilber
- A Private Function (1984) – Joyce' moeder
- Mann's Best Friends (televisieserie) – Mrs. Anstruther (4 afl., 1985)
- Harem (televisiefilm, 1986) – Mrs. Pendleton
- King & Castle (televisieserie) – Mrs. Chalmers (afl. "Friends", 1986)
- The Life and Loves of a She-Devil (televisieserie) – Mrs. Fisher (afl. 1.2, 1986)
- When We Are Married (televisiefilm, 1987) – Mrs. Northrop
- Imaginary Friends (miniserie, 1987) – Milly Munger
- Worlds Beyond (televisieserie) – rol onbekend (afl. "Undying Love", 1987)
- Valentine Park (televisieserie) – Mrs. Giles (9 afl., 1987–1988)
- Little Dorrit (1988) – Mrs. Bangham, vroedvrouw
- We Think the World of You (1988) – Millie
- High Spirits (1988) – Mrs. Plunkett
- Words of Love (televisiefilm, 1989) – oma
- Young Charlie Chaplin (televisieserie) – Mrs. Greenwood (afl. 1.4, 1989)
- Bert Rigby, You're a Fool (1989) – Mrs. Rigby
- Apartment Zero (1989) – Mary Louise McKinney
- The Cook the Thief His Wife & Her Lover (1989) – Grace
- Dunrulin (televisiefilm, 1990) – Mrs. Trodd
- Drowning in the Shallow End (televisiefilm, 1990) – dealer
- A Bit of Fry and Laurie (televisieserie) – rol onbekend (afl. 2.4, 1990)
- El C.I.D. (televisieserie) – Mildred (afl. "Paradise Mislaid", 1991)
- 2Point4Children (televisieserie) – Tante Belle en andere rollen (afl. onbekend, 1991)
- Bottom (televisieserie) – waarzegster (afl. "Apocalypse", 1991)
- Making Out (televisieserie) – rol onbekend (afl. 3.6, 1991)
- Dakota Road (1992) – Joan Benson
- The Young Indiana Jones Chronicles (televisieserie) – Delfina (afl. "Barcelona, May 1917", 1992)
- Piccolo grande amore (1993) – koningin-moeder
- Lovejoy (televisieserie) – Florence (afl. "God Helps Those", 1993)
- Cluedo (televisieserie) – Mrs. White (6 afl., 1993)
- Son of the Pink Panther (1993) – Marta Balls
- Doggin' Around (televisiefilm, 1994) – Mrs. Thompson
- Takin' Over the Asylum (televisieserie) – Harriet (afl. "Fly Like an Eagle", 1994)
- The Vicar of Dibley (televisieserie) – Letitia Cropley (7 afl., 1994–1996)
- Pirates (televisieserie) – oma (Abigail Blood) (3 afl., 1994–1997)
- Haunted (1995) – oude zigeunervrouw
- Casualty (televisieserie) – Tillie (afl. "Hit and Run", 1995)
- Crapston Villas (televisieserie, 1995–1998) – Delia (stem, afl. onbekend)
- Secrets & Lies (1996) – eigenares kat
- The Queen's Nose (televisieserie) – oma (7 afl., 1996/1999)
- Karaoke (miniserie, 1996) – Mrs. Baglin
- Keep the Aspidistra Flying (1997) – Mrs. Meakin
- The Revenger's Comedies (1998) – Winnie
- V.I.P. (televisieserie) – roddelcolumniste (afl. "Beats Working at a Hot Dog Stand", 1998)
- The Canterbury Tales (televisieserie) – de lelijke heks (stem, afl. "Leaving London", 1998)
- The Royle Family (televisieserie) – Norma Speakman (11 afl., 1998–2000, 2006)
- Donovan Quick (televisiefilm, 1999) – oma
- Alice in Wonderland (televisiefilm, 1999) – Miss Lory
- Ruth Rendell Mysteries (televisieserie) – Lena Finn (afl. "The Lake of Darkness", 1999)
- Tom's Midnight Garden (1999) – Mrs. Willows
- Tube Tales (televisiefilm, 1999) – oudere dame (segment 'Horny')
- Oliver Twist (miniserie, 1999) – Sally
- A Christmas Carol (televisiefilm, 1999) – Mrs. Dilber
- City Central (televisieserie) – Megan Roberts (afl. "Half Man Half Cop", 2000)
- A Christmas Carol (televisiefilm, 2000) – Joyce
- The Life and Adventures of Nicholas Nickleby (televisiefilm, 2001) – Peg Sliderskew
- Animated Tales of the World (televisieserie) – derde tante (stem, afl. "A Story from Taiwan: Aunt Tiger", 2001)
- Trial and Retribution V (televisiefilm, 2002) – Mrs. Dorothy Norton
- A Good Thief (televisiefilm, 2002) – Lizzie
- Anna Spud (2003) – oma
- Doctors (televisieserie) – Agatha Clifford (afl. "An English Woman's Home", 2003)
- Between the Sheets (miniserie, 2003) – Audrey Delany
- Imperium: Nerone (televisiefilm, 2004) – Soothsayer
- Dead Cool (2004) – Lizzie
- Charlie and the Chocolate Factory (2005) – oma Georgina
- The Curse of the Were-Rabbit (2005) – Mrs. Mulch (stem)
- Oliver Twist (2005) – oude vrouw
- Keeping Mum (2005) – Mrs. Parker
- The Abbey (televisiefilm, 2007) – Elsie
- Flick (2007) – Ma Taylor
- The Adventures of Young Indiana Jones: Espionage Escapades (dvd, 2007) – Delfina
- Lark Rise to Candleford (televisieserie) – Zillah (10 afl., 2008)
- City of Ember (2008) – oma
- The Tunnel (2013) – Harriet Stone